# Asa N.º 79 da RAAF
A Asa N.º 79 foi uma formação da Real Força Aérea Australiana (RAAF) durante a Segunda Guerra Mundial. Foi formada em Dezembro de 1943 em Batchelor, no Território do Norte, como parte do Comando da Área Noroeste. Liderada pelo Capitão de Grupo Charles Eaton, a asa era composta por quatro esquadrões à data da sua fundação, equipados com caças-pesados Bristol Beaufighter e bombardeiros Bristol Beaufort e B-25 Mitchell. Esta formação participou na Campanha da Nova Guiné e nas campanhas do Comando da Área Noroeste entre 1944 e 1945, sendo eventualmente transferida para Balikpapan, nas Índias Orientais Holandesas, à medida que os aliados avançavam para norte. Com o final da Guerra do Pacífico a asa ficou adida à Primeira Força Aérea Táctica Australiana e ficou constituída pelos esquadrões N.º 2 e 18, ambos equipados com bombardeiros Mitchell. O Esquadrão N.º 18 foi transferido para a Força Aérea Holandesa no final de 1945, enquanto o Esquadrão N.º 2 regressou à Austrália, onde foi dissolvido um ano depois. Em Outubro de 1945, o quartel-general da Asa N.º 79 foi dissolvido.

## História

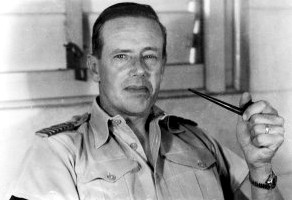
Capitão de grupo Eaton (foto de 1941), comandante inaugural da Asa N.º 79

A Asa N.º 79 foi estabelecida em Batchelor, no Território do Norte, a 30 de Novembro de 1943. As suas unidades de combate consistiam no Esquadrão N.º 1 e no Esquadrão N.º 2 (que operavam aviões Bristol Beaufort), no Esquadrão N.º 31 (equipado com aviões Bristol Beaufighter) e no Esquadrão N.º 18 (que operava bombardeiros North American B-25 Mitchell. A asa era comandada pelo Capitão de Grupo Charles Eaton, cujas tripulações holandesas o tratavam por Oom Charles (em português: Tio Charles). Subordinada ao Comando da Área Noroeste, com quartel-general em Darwin, a Asa N.º 79 participou na Campanha da Nova Guiné e nas campanhas do Comando da Área Noroeste durante 1944.

Ao longo dos meses de Março e Abril de 1944 os aviões Beaufighter atacaram embarcações japonesas, enquanto os Mitchell e os Beaufort bombardearam Timor dia após dia, como prelúdio das operações Reckless e Persecution, as invasões de Jayapura e Aitape. Eaton organizou um grande ataque em Timor no dia 19 de Abril. Com uma força composta por trinta e cinco aviões Mitchell, Beaufort e Beaufighter, o ataque resultou na destruição de várias infraestruturas e de depósitos de combustível, um resultado que chamou à atenção do comandante do Comando da Área Noroeste, o Vice-Marechal do Ar Adrian Cole, que felicitou a unidade pelo ataque. No dia do desembarque aliado, em 22 de Abril, os Mitchell e os Beaufighter realizaram um ataque diurno contra Dili, em Timor Português, uma província ultramarina portuguesa que havia sido ocupada pelos japoneses. O assalto terrestre em Jayapura e Aitape deparou-se com pouca resistência, algo parcialmente conseguido através do bombardeamento realizado anteriormente. 

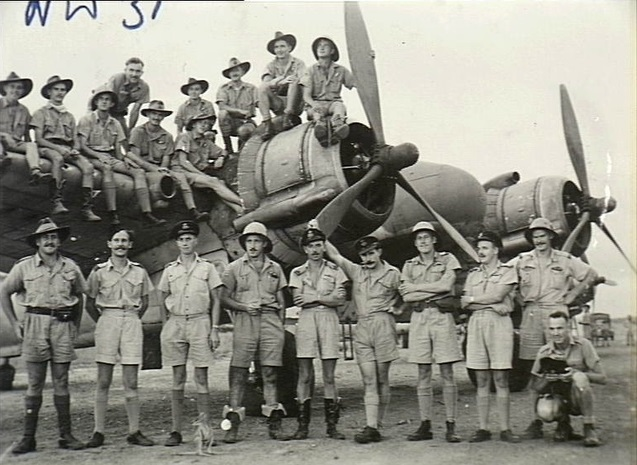
Tripulação e Beaufighter do Esquadrão N.º 31 no Território do Norte, em Janeiro de 1943

Em Maio de 1944, os esquadrões n.º 1, 18 e 31 atacaram posições japonesas em Timor, enquanto o Esquadrão N.º 2 foi retirado da frente de combate para ser re-equipado com aviões Mitchell. Os bombardeiros leves e médios da Asa N.º 79 sofriam de uma falta de alvos apropriados para o tipo de aeronave em questão, sendo que havia poucos aeródromos nas áreas da frente a partir dos quais eles podiam reabastecer. O Esquadrão N.º 2 regressou ao teatro de operações em Junho. Neste mês, o Esquadrão N.º 18 realizou cerca de 149 missões, danificando aeródromos e embarcações japonesas na área de Timor, contudo, no decorrer destas missões perdeu o seu comandante durante uma contra-ataque japonês com artilharia antiaérea.

Entre Junho e Julho de 1944, a Asa N.º 79 prestou apoio ao ataque dos aliados contra Noemfoor. O Esquadrão N.º 18 foi mais uma vez a unidade mais activa da asa, realizando 107 missões. Em Setembro, os Beaufighter e os Mitchell atacaram embarcações e infraestruturas japonesas em Ceram e Celebes, perdendo nove aeronaves e 26 militares, entre os quais o Líder de Esquadrão Wilbut Wackett, filho do empresário Lawrence Wackett. No final do mês, as missões com os Mitchell ficaram pausadas enquanto tripulações eram treinadas para operar na unidade. No final de 1944 foram feitos planos para transferir a Asa N.º 79 do Comando da Área Noroeste para o Grupo Operacional N.º 9, na Papua-Nova Guiné, onde iria realizar operações contra alvos japoneses na Nova Bretanha. A composição da asa para esta transferência seria os esquadrões N.º 2 e 18, equipados com bombardeiros Mitchell, e o Esquadrão N.º 120, equipado com aviões P-40 Kittyhawk. Em Dezembro, o Esquadrão N.º 31 foi transferido da Asa N.º 79 para a Primeira Força Aérea Táctica Australiana, em Morotai. No mesmo mês, o Capitão de Grupo Eaton foi retirado do comando da asa e foi substituído pelo Capitão de Grupo John Ryland.

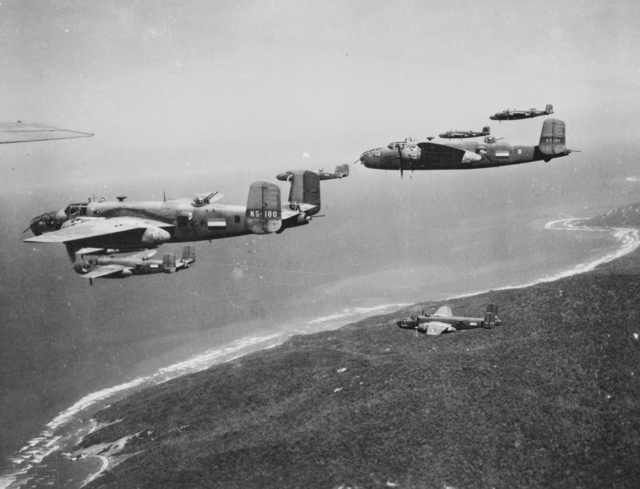
Bombardeiros B-25 Mitchell do Esquadrão N.º 18 a voar em formação perto de Darwin, em 1943

Em Janeiro de 1945, condições meteorológicas adversas dificultaram a realização de operações aéreas. O Esquadrão N.º 1 foi retirado para Queensland para ser re-equipado com aviões Mosquito, tendo o seu lugar sido substituído pelo Esquadrão N.º 13, equipado com aviões Ventura. Em Fevereiro, o esquadrão foi responsável por afundar metade das trinta e oito embarcações inimigas, e um rácio similar foi alcançado no mês seguinte. As operações da asa foram pausadas em Março, enquanto se faziam as preparações para transferir os Mitchell para a baía de Jacquinot, na Nova Bretanha. No dia 6 de Abril, todos os vinte aviões dos esquadrões N.º 2 e 18 foram ordenados a juntarem-se aos B-24 Liberator da Asa N.º 82 num ataque contra um comboio japonês que incluía o cruzador Isuzu. Os Liberator chegaram atrasados ao local da operação, fazendo com que os Mitchell, no limite do seu alcance, atacassem os alvos japoneses. Os Mitchell conseguiram atingir duas embarcações sem perder qualquer aeronave, mesmo sendo alvos de fogo antiaéreo e ataques aéreos por parte de caças inimigos. No dia seguinte, submarinos aliados afundaram o já danificado Isuzu.
A proposta da asa de se mover para a Nova Bretanha foi cancelada em Maio de 1945, depois de o governo holandês requisitar que os seus esquadrões operassem nas Índias Orientais Holandesas. O Esquadrão N.º 120 foi transferido para Biak, enquanto a Asa N.º 79 e os seus dois esquadrões equipados com os Mitchell foram transferidos para Bornéu, ficando sob o comando da Primeira Força Aérea Táctica. Em Julho, a asa já havia sido novamente transferida, de Batchelor para Balikpapan, deixando o Esquadrão N.º 13 sob o controlo do Comando da Área Noroeste. Depois do cessar das hostilidades da Guerra do Pacífico, em Agosto de 1945, os Mitchell juntaram-se aos Liberator da Asa N.º 82 na repatriação de militares da RAAF de Bornéu para a Austrália. No dia 8 de Outubro, o quartel-general da Asa N.º 79 foi dissolvido. No mês seguinte, o Esquadrão N.º 18 foi transferido para a Força Aérea Holandesa. O Esquadrão N.º 2 regressou à Austrália em Dezembro, sendo dissolvido a meio de 1946. Estes foram os únicos dois esquadrões da RAAF que operaram bombardeiros Mitchell durante a guerra.